# Línea de cruceros

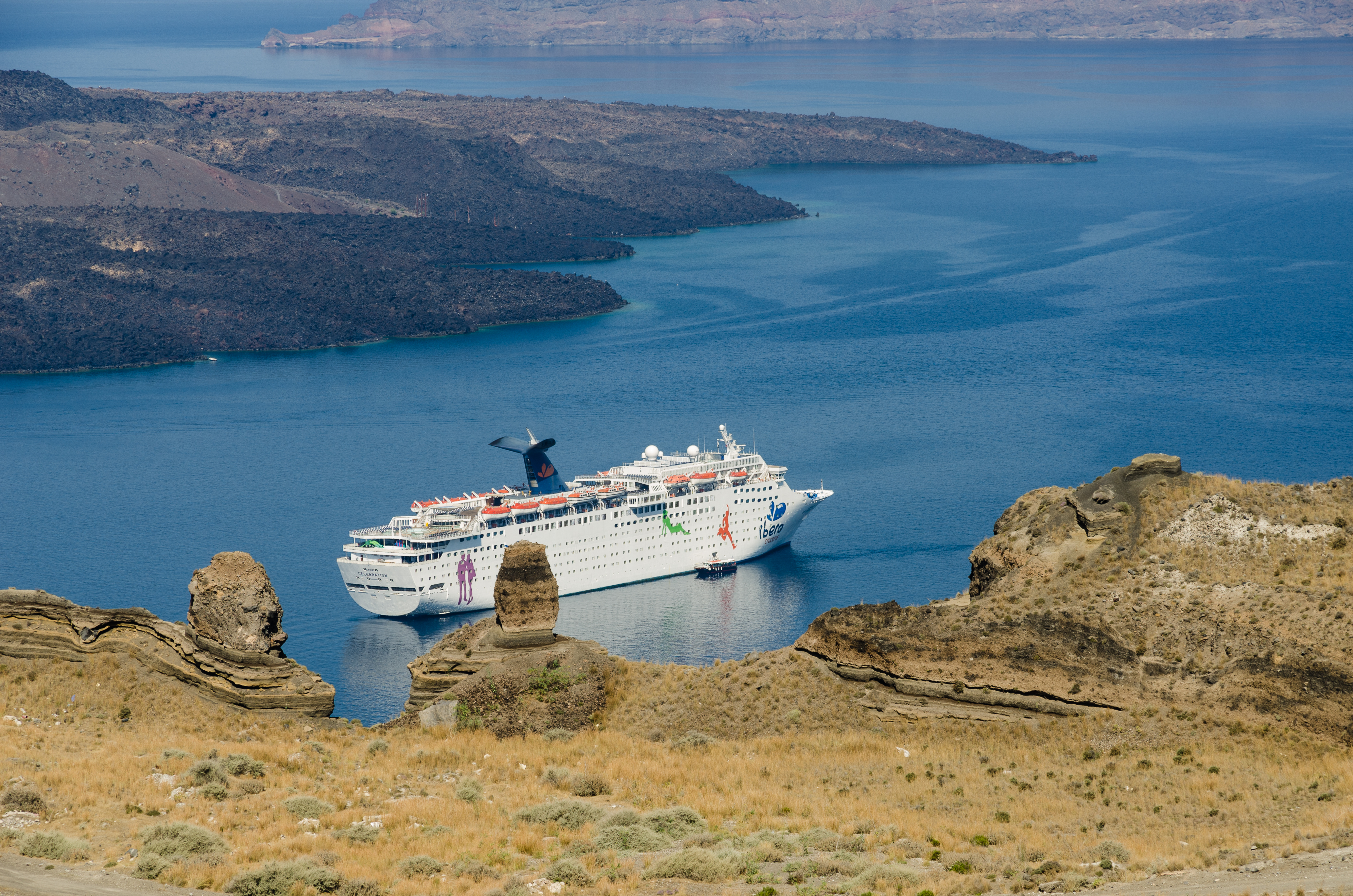
Crucero Grand Celebration de la ya extinta Iberocruceros, en la Caldera Santorini, Grecia

Una línea de cruceros es una operadora de transporte marítimo de pasajeros especializada en cruceros que comercializa líneas por océanos o ríos. Las líneas de cruceros son distintas de las líneas de «barcos de pasajeros» (transatlánticos y ferris) que se ocupan principalmente del transporte de sus pasajeros. Las líneas de cruceros tienen un doble carácter: están en parte en el negocio del transporte, y en parte en el negocio del entretenimiento de ocio; una dualidad que lleva a los propios barcos, que tienen una tripulación encabezada por el capitán del barco, y un personal de hospitalidad encabezado por el equivalente de un gerente de hotel.
Entre las líneas de cruceros, algunas son descendientes directas de las líneas de pasajeros tradicionales, mientras que otros fueron fundados desde la década de 1960 específicamente para cruceros. El negocio ha sido extremadamente volátil; los barcos son gastos de capital masivos con costos operativos muy altos, y un ligero descenso en las reservas puede hacer que una empresa deje de funcionar. Las líneas de cruceros suelen vender, renovar o simplemente cambiar el nombre de sus barcos solo para mantenerse al día con las tendencias de viaje.
Una ola de fracasos y consolidaciones en la década de 1990 ha llevado a muchas compañías a ser compradas por compañías tenedoras mucho más grandes y a operar como "marcas" dentro de corporaciones más grandes, al igual que una gran compañía automotriz que tiene varias marcas de autos. Las marcas existen en parte debido a la fidelidad de los clientes, y también a ofrecer diferentes niveles de calidad y servicio. Por ejemplo, el grupo Carnival Corporation & plc posee tanto Carnival Cruise Line, cuya imagen anterior eran buques que tenían la reputación de ser "barcos de fiesta" para los viajeros más jóvenes, pero se han vuelto grandes, modernos, pero aún rentables, y Holland America Line, cuyos barcos cultivan una imagen de elegancia clásica.
Una práctica común en la industria de los cruceros al listar las transferencias de cruceros y las órdenes es incluir a la compañía operadora más pequeña, no a la mayor, como línea de cruceros receptores de la venta, transferencia o nuevo pedido. En otras palabras, Carnival Cruise Line y Holland America Line, por ejemplo, son las líneas de cruceros desde este punto de vista común de la industria práctica; mientras que Carnival Corporation & plc y Royal Caribbean Group, por ejemplo, pueden considerarse empresas de explotación de líneas de cruceros. Esta práctica industrial de usar la marca, no la corporación holding más grande, ya que la línea de cruceros también se sigue en las líneas de cruceros miembros en Cruise Lines International Association (CLIA), la lista de líneas de cruceros, y las revisiones basadas en miembros de líneas de cruceros.

## Principales compañías de cruceros
| Nombre                        | Dueño                          | Sede                                         |
| ----------------------------- | ------------------------------ | -------------------------------------------- |
| AIDA Cruises                  | Carnival Corporation & plc     | Alemania                                     |
| Carnival Cruise Line          | Carnival Corporation & plc     | Estados Unidos /Reino Unido                  |
| Costa Cruceros                | Carnival Corporation & plc     | Italia                                       |
| Cunard Line                   | Carnival Corporation & plc     | Reino Unido                                  |
| Disney Cruise Line            | The Walt Disney Company        | Estados Unidos                               |
| Holland America Line          | Carnival Corporation & plc     | Estados Unidos (Originalmente Países Bajos ) |
| P&O Cruises                   | Carnival Corporation & plc     | Reino Unido                                  |
| P&O Cruises Australia         | Carnival Corporation & plc     | Australia                                    |
| Princess Cruises              | Carnival Corporation & plc     | Estados Unidos /Reino Unido                  |
| Seabourn Cruise Line          | Carnival Corporation & plc     | Estados Unidos                               |
| MSC Cruceros                  | Mediterranean Shipping Company | Suiza /Italia                                |
| Royal Caribbean International | Royal Caribbean Group          | Estados Unidos                               |
| Celebrity Cruises             | Royal Caribbean Group          | Estados Unidos (Originalmente Grecia )       |
| Silversea Cruises             | Royal Caribbean Group          | Estados Unidos (Originalmente Mónaco )       |
| TUI Cruises                   | Royal Caribbean Group TUI AG   | Estados Unidos /Alemania                     |
| Norwegian Cruise Line         | Norwegian Cruise Line Holdings | Estados Unidos                               |
| Oceania Cruises               | Norwegian Cruise Line Holdings | Estados Unidos                               |
| Regent Seven Seas Cruises     | Norwegian Cruise Line Holdings | Estados Unidos                               |
| Azamara                       | Sycamore Partners              | Estados Unidos                               |
| Crystal Cruises               | A&K Travel Group               | Estados Unidos                               |
| Windstar Cruises              | Xanterra Travel Collection     | Estados Unidos                               |
| Virgin Voyages                | Virgin Group Bain Capital      | Estados Unidos /Reino Unido                  |